# إيفان كاريل
إيفان كاريل (بالإسبانية: Iván Carril Regueiro) هو لاعب كرة قدم إسباني في مركز الوسط، ولد في 13 فبراير 1985 في سانتياغو دي كومبوستيلا في إسبانيا. لعب مع أوليمبياكوس فولو وديبورتيفو لاكورونيا ونادي أوسبيتاليت ونادي أوكلاند سيتي ونادي بونتيفيدرا ونادي رييد ونادي فيسينداريو.

## وصلات خارجية
- إيفان كاريل على موقع قاعدة بيانات كرة القدم.إي يو (الإنجليزية)
- إيفان كاريل على موقع ليكيب (الفرنسية)
- إيفان كاريل على موقع Soccerway.com (الإنجليزية)
- إيفان كاريل على موقع عالم كرة القدم.نت (الإنجليزية)
- إيفان كاريل على موقع AS.com (الإسبانية)